# (6586) Seydler
(6586) Seydler est un astéroïde de la ceinture principale.

## Description
(6586) Seydler est un astéroïde de la ceinture principale. Il fut découvert le 28 octobre 1984 à l'Observatoire Kleť par Antonín Mrkos. Il présente une orbite caractérisée par un demi-grand axe de 2,45 UA, une excentricité de 0,15 et une inclinaison de 3,6° par rapport à l'écliptique.

## Compléments